# Torneo dei candidati 2022
Il Torneo dei candidati 2022 è un torneo di scacchi organizzato dalla FIDE, che si è disputato a Madrid dal 16 giugno al 4 luglio del 2022. Il torneo era parte del ciclo mondiale 2021-2023, ed è stato vinto da Jan Nepomnjaščij per la seconda volta consecutiva. Il giocatore russo sfiderà Ding Liren, secondo classificato al torneo, dopo che Magnus Carlsen, campione del mondo in carica grazie alla vittoria nel Mondiale 2021 , ha rinunciato a difendere il titolo.

## Organizzazione
È la terza volta che la Spagna ospita un torneo o un match dei candidati, dopo Linares 1987 e Monastero dell'Escorial 1993.
L'evento è stato sponsorizzato dal portale Chess.com.

## Partecipanti
Al torneo gli 8 partecipanti si qualificano secondo i seguenti criteri:
- 1 posto al perdente del match mondiale del 2021: Jan Nepomnjaščij.
- 1 posto assegnato a Teymur Rəcəbov: dopo le vicende legate alla Pandemia di COVID-19 che hanno compromesso la sua partecipazione al Torneo dei candidati 2020-2021, il presidente della FIDE Arkadij Dvorkovič ha stabilito di attribuire una wildcard al grande maestro azero.
- 2 posti dalla FIDE World Cup 2021, che si è svolta a Soči dal 10 luglio al 6 agosto del 2021: Jan-Krzysztof Duda e Sergej Karjakin.[N 1]
- 2 posti dal FIDE Grand Swiss 2021, che si è svolto a Riga dal 27 ottobre al 7 novembre del 2021: ʿAlīreżā Firūzjāh e Fabiano Caruana.
- 2 posti dal FIDE Grand Prix 2022, tour di tre tornei che si è svolto tra febbraio e aprile 2022: Hikaru Nakamura e Richárd Rapport.[4]
- 1 posto tramite il ranking ELO in sostituzione dello squalificato Karjakin: Ding Liren.

Nessuno di coloro che sono già qualificati attraverso gli altri criteri può partecipare al Grand Prix, se non rinunciando alla propria qualificazione. Neanche il campione del mondo Magnus Carlsen è invitato a partecipare al tour.
Nel caso che nella finale della World Cup ci fosse stato uno tra Rəcəbov, Carlsen e Nepomnjaščij, la qualificazione sarebbe stata ottenuta da uno o entrambi i semifinalisti del torneo, oppure dal migliore dei non qualificati al Grand Swiss. Nel caso in cui uno o due dei primi classificati del Grand Swiss fossero già qualificati al Torneo dei candidati attraverso gli altri criteri, si sarebbe passato ai migliori giocatori piazzati nell'evento che non avessero ottenuto ancora la qualificazione.

## Controversie
A seguito dell'invasione russa dell'Ucraina del 2022, Sergej Karjakin è stato squalificato per 6 mesi dagli eventi FIDE a causa delle sue dichiarazioni a favore dell'operazione: in attesa dell'appello, il suo posto per rating sarebbe spettato a Ding Liren, non in possesso però, a marzo 2022, del numero minimo di 30 partite disputate nel corso dell'anno precedente. Il grande maestro cinese, grazie al supporto della propria federazione nazionale, ha quindi disputato 28 partite ufficiali tra marzo e aprile 2022, risultando pertanto eleggibile come sostituto in caso di conferma della squalifica. Il 6 maggio la FIDE ha reso noto che l'appello di Karjakin è stato respinto e Ding ha raggiunto i requisiti di qualificazione; pertanto, il posto al torneo dei candidati è stato assegnato al giocatore cinese.

## Risultati

### Classifica
| Giocatore          | Elo giu 22 | G  | V | P | S | Punti | SD | SB    |
| ------------------ | ---------- | -- | - | - | - | ----- | -- | ----- |
| Jan Nepomnjaščij   | 2766       | 14 | 5 | 9 | 0 | 9,5   | -  | 62    |
| Ding Liren         | 2806       | 14 | 4 | 8 | 2 | 8     | -  | 52    |
| Teymur Rəcəbov     | 2753       | 14 | 3 | 9 | 2 | 7,5   | -  | 52    |
| Hikaru Nakamura    | 2760       | 14 | 4 | 7 | 3 | 7,5   | -  | 50,25 |
| Fabiano Caruana    | 2783       | 14 | 3 | 7 | 4 | 6,5   | -  | 46,50 |
| ʿAlīreżā Firūzjāh  | 2793       | 14 | 2 | 8 | 4 | 6     | -  | 39,50 |
| Jan-Krzysztof Duda | 2750       | 14 | 1 | 9 | 4 | 5,5   | -  | 38,50 |
| Richárd Rapport    | 2764       | 14 | 1 | 9 | 4 | 5,5   | -  | 37,75 |

### Risultati per turno
Il primo giocatore indicato ha il bianco; 1–0 indica una vittoria del bianco, 0–1 una vittoria del nero, ½–½ una patta.
| Turno 1 – 17 giugno 2022 | Turno 1 – 17 giugno 2022 | Turno 1 – 17 giugno 2022 |
| ------------------------ | ------------------------ | ------------------------ |
| Jan-Krzysztof Duda       | ½–½                      | Richárd Rapport          |
| Ding Liren               | 0–1                      | Jan Nepomnjaščij         |
| Fabiano Caruana          | 1–0                      | Hikaru Nakamura          |
| Teymur Rəcəbov           | ½–½                      | ʿAlīreżā Firūzjāh        |
| Turno 2 – 18 giugno 2022 |                          |                          |
| Richárd Rapport (½)      | ½–½                      | ʿAlīreżā Firūzjāh (½)    |
| Hikaru Nakamura (0)      | 1–0                      | Teymur Rəcəbov (½)       |
| Jan Nepomnjaščij (1)     | ½–½                      | Fabiano Caruana (1)      |
| Jan-Krzysztof Duda (½)   | ½–½                      | Ding Liren (0)           |
| Turno 3 – 19 giugno 2022 |                          |                          |
| Ding Liren (½)           | ½–½                      | Richárd Rapport (1)      |
| Fabiano Caruana (1½)     | ½–½                      | Jan-Krzysztof Duda (1)   |
| Teymur Rəcəbov (½)       | ½–½                      | Jan Nepomnjaščij (1½)    |
| ʿAlīreżā Firūzjāh (1)    | ½–½                      | Hikaru Nakamura (1)      |
| Turno 4 – 21 giugno 2022 |                          |                          |
| Richárd Rapport (1½)     | ½–½                      | Hikaru Nakamura (1½)     |
| Jan Nepomnjaščij (2)     | 1–0                      | ʿAlīreżā Firūzjāh (1½)   |
| Jan-Krzysztof Duda (1½)  | ½–½                      | Teymur Rəcəbov (1)       |
| Ding Liren (1)           | ½–½                      | Fabiano Caruana (2)      |
| Turno 5 – 22 giugno 2022 |                          |                          |
| Fabiano Caruana (2½)     | ½–½                      | Richárd Rapport (2)      |
| Teymur Rəcəbov (1½)      | ½–½                      | Ding Liren (1½)          |
| ʿAlīreżā Firūzjāh (1½)   | ½–½                      | Jan-Krzysztof Duda (2)   |
| Hikaru Nakamura (2)      | ½–½                      | Jan Nepomnjaščij (3)     |
| Turno 6 – 23 giugno 2022 |                          |                          |
| Teymur Rəcəbov (2)       | ½–½                      | Richárd Rapport (2½)     |
| ʿAlīreżā Firūzjāh (2)    | 0–1                      | Fabiano Caruana (3)      |
| Hikaru Nakamura (2½)     | ½–½                      | Ding Liren (2)           |
| Jan Nepomnjaščij (3½)    | 1–0                      | Jan-Krzysztof Duda (2½)  |
| Turno 7 – 25 giugno 2022 |                          |                          |
| Richárd Rapport (3)      | 0–1                      | Jan Nepomnjaščij (4½)    |
| Jan-Krzysztof Duda (2½)  | ½–½                      | Hikaru Nakamura (3)      |
| Ding Liren (2½)          | ½–½                      | ʿAlīreżā Firūzjāh (2)    |
| Fabiano Caruana (4)      | 1–0                      | Teymur Rəcəbov (2½)      |

| Turno 8 – 26 giugno 2022  | Turno 8 – 26 giugno 2022 | Turno 8 – 26 giugno 2022 |
| ------------------------- | ------------------------ | ------------------------ |
| Richárd Rapport (3)       | 1–0                      | Jan-Krzysztof Duda (3)   |
| Jan Nepomnjaščij (5½)     | ½–½                      | Ding Liren (3)           |
| Hikaru Nakamura (3½)      | 1–0                      | Fabiano Caruana (5)      |
| ʿAlīreżā Firūzjāh (2½)    | ½–½                      | Teymur Rəcəbov (2½)      |
| Turno 9 – 27 giugno 2022  |                          |                          |
| ʿAlīreżā Firūzjāh (3)     | 1–0                      | Richárd Rapport (4)      |
| Teymur Rəcəbov (3)        | 1–0                      | Hikaru Nakamura (4½)     |
| Fabiano Caruana (5)       | ½–½                      | Jan Nepomnjaščij (6)     |
| Ding Liren (3½)           | 1–0                      | Jan-Krzysztof Duda (3)   |
| Turno 10 – 29 giugno 2022 |                          |                          |
| Richárd Rapport (4)       | 0–1                      | Ding Liren (4½)          |
| Jan-Krzysztof Duda (3)    | 1–0                      | Fabiano Caruana (5½)     |
| Jan Nepomnjaščij (6½)     | ½–½                      | Teymur Rəcəbov (4)       |
| Hikaru Nakamura (4½)      | 1–0                      | ʿAlīreżā Firūzjāh (4)    |
| Turno 11 – 30 giugno 2022 |                          |                          |
| Hikaru Nakamura (5½)      | ½–½                      | Richárd Rapport (4)      |
| ʿAlīreżā Firūzjāh (4)     | 0–1                      | Jan Nepomnjaščij (7)     |
| Teymur Rəcəbov (4½)       | ½–½                      | Jan-Krzysztof Duda (4)   |
| Fabiano Caruana (5½)      | 0–1                      | Ding Liren (5½)          |
| Turno 12 – 1º luglio 2022 |                          |                          |
| Richárd Rapport (4½)      | ½–½                      | Fabiano Caruana (5½)     |
| Ding Liren (6½)           | 0–1                      | Teymur Rəcəbov (5)       |
| Jan-Krzysztof Duda (4½)   | ½–½                      | ʿAlīreżā Firūzjāh (4)    |
| Jan Nepomnjaščij (8)      | ½–½                      | Hikaru Nakamura (6)      |
| Turno 13 – 3 luglio 2022  |                          |                          |
| Jan Nepomnjaščij (8½)     | ½–½                      | Richárd Rapport (5)      |
| Hikaru Nakamura (6½)      | 1–0                      | Jan-Krzysztof Duda (5)   |
| ʿAlīreżā Firūzjāh (4½)    | ½–½                      | Ding Liren (6½)          |
| Teymur Rəcəbov (6)        | ½–½                      | Fabiano Caruana (6)      |
| Turno 14 – 4 luglio 2022  |                          |                          |
| Richárd Rapport (5½)      | 0–1                      | Teymur Rəcəbov (6½)      |
| Fabiano Caruana (6½)      | 0–1                      | ʿAlīreżā Firūzjāh (5)    |
| Ding Liren (7)            | 1–0                      | Hikaru Nakamura (7½)     |
| Jan-Krzysztof Duda (5)    | ½–½                      | Jan Nepomnjaščij (9)     |

### Punti per turno
Per ogni giocatore, viene mostrata la differenza tra il numero di vittorie e di sconfitte dopo ogni turno. I giocatori con il punteggio più alto in classifica dopo ogni turno sono contrassegnati da uno sfondo verde. I giocatori che non hanno più possibilità di vincere il torneo sono contrassegnati da uno sfondo rosso a partire dal turno in cui ciò si verifica.
| Giocatore          | Round | Round | Round | Round | Round | Round | Round | Round | Round | Round | Round | Round | Round | Round |
| Giocatore          | 1     | 2     | 3     | 4     | 5     | 6     | 7     | 8     | 9     | 10    | 11    | 12    | 13    | 14    |
| ------------------ | ----- | ----- | ----- | ----- | ----- | ----- | ----- | ----- | ----- | ----- | ----- | ----- | ----- | ----- |
| Jan Nepomnjaščij   | +1    | +1    | +1    | +2    | +2    | +3    | +4    | +4    | +4    | +4    | +5    | +5    | +5    | +5    |
| Ding Liren         | -1    | -1    | -1    | -1    | -1    | -1    | -1    | -1    | =0    | +1    | +2    | +1    | +1    | +2    |
| Teymur Rəcəbov     | =0    | -1    | -1    | -1    | -1    | -1    | -2    | -2    | -1    | -1    | -1    | =0    | =0    | +1    |
| Hikaru Nakamura    | -1    | =0    | =0    | =0    | =0    | =0    | =0    | +1    | =0    | +1    | +1    | +1    | +2    | +1    |
| Fabiano Caruana    | +1    | +1    | +1    | +1    | +1    | +2    | +3    | +2    | +2    | +1    | =0    | =0    | =0    | -1    |
| ʿAlīreżā Firūzjāh  | =0    | =0    | =0    | -1    | -1    | -2    | -2    | -2    | -1    | -2    | -3    | -3    | -3    | -2    |
| Jan-Krzysztof Duda | =0    | =0    | =0    | =0    | =0    | -1    | -1    | -2    | -3    | -2    | -2    | -2    | -3    | -3    |
| Richárd Rapport    | =0    | =0    | =0    | =0    | =0    | =0    | -1    | =0    | -1    | -2    | -2    | -2    | -2    | -3    |

### Esplicative
1. ↑  Squalificato dagli eventi FIDE in seguito ad alcune dichiarazioni sui social sull'invasione russa dell'Ucraina. La federazione russa ha presentato appello, ma è stato respinto in data 6 maggio 2022.

### Riferimenti
1. 1 2  (EN) Candidates Tournament to take place in Madrid sponsored by Chess.com, su fide.com. URL consultato il 31 dicembre 2021.
2. 1 2  (EN) FIDE announces qualification paths for Candidates Tournament 2022, su fide.com. URL consultato il 27 maggio 2021.
3. ↑   Il Torneo dei Candidati si svolgerà nel giugno 2022 a Madrid, sponsorizzato da Chess.com, su chess.com. URL consultato il 6 gennaio 2022.
4. ↑  (EN) Rapport and Nakamura qualify for the 2022 Candidates Tournament, su worldchess.com. URL consultato il 28 marzo 2022.
5. ↑  (EN) Russia’s Sergey Karjakin banned from chess for supporting invasion of Ukraine, su theguardian.com, 21 marzo 2022.
6. ↑  (EN) Ding Liren world no. 2 on May 2022 FIDE rating list, su chess24.com, 2 maggio 2022.
7. ↑  FIDE dismisses Sergey Karjakin's appeal, chess24, 6 maggio 2022
8. ↑   FIDE Online. FIDE Top players - Standard Top 100 Players June 2022, su ratings.fide.com. URL consultato il 23 giugno 2022.